# Ананьевский, Игорь Михайлович
И́горь Миха́йлович Ана́ньевский (род. 16 октября 1956 года, Златоуст, Челябинская область) — российский механик, специалист в области математической теории управления и управления динамическими системами. Лауреат премии имени А. А. Андронова

## Биография
В трехлетнем возрасте переехал с семьёй в Череповец. В школьные годы участвовал и побеждал на городских, областных и всероссийских олимпиадах по математике. С 8 по 10 класс учился в физико-математической школе-интернате при Ленинградском государственном университете.
Окончил математико-механический факультет ЛГУ, после которого учился три года в аспирантуре.
С 1984 года по настоящее время работает в Институте проблем механики (ведущий научный сотрудник).
В 1999 году — защита докторской диссертации. В 2001 году присвоено учёное звание профессор.
Преподавал математику в Московском институте электроники и математики.С 2003 года преподаёт математическую теорию управления на факультете аэрокосмических исследований МФТИ.

### Научная деятельность
Участник многих международных конференций, читал лекции как в России, так и за рубежом.
Автор более 60 научных трудов, многие из которых переведены на иностранные языки, в том числе книги «Методы управления нелинейными механическими системами» (2006).
Член Российского национального комитета по теоретической и прикладной механике.

## Награды
- Премия международного академического издательства «Наука» за лучшую публикацию (1997)
- Премия Фонда поддержки отечественной науки (2003)
- Премия имени А. А. Андронова (2015, совместно с Ф. Л. Черноусько, С. А. Решминым — за цикл работ «Методы управления нелинейными динамическими системами»